# Montură ecuatorială

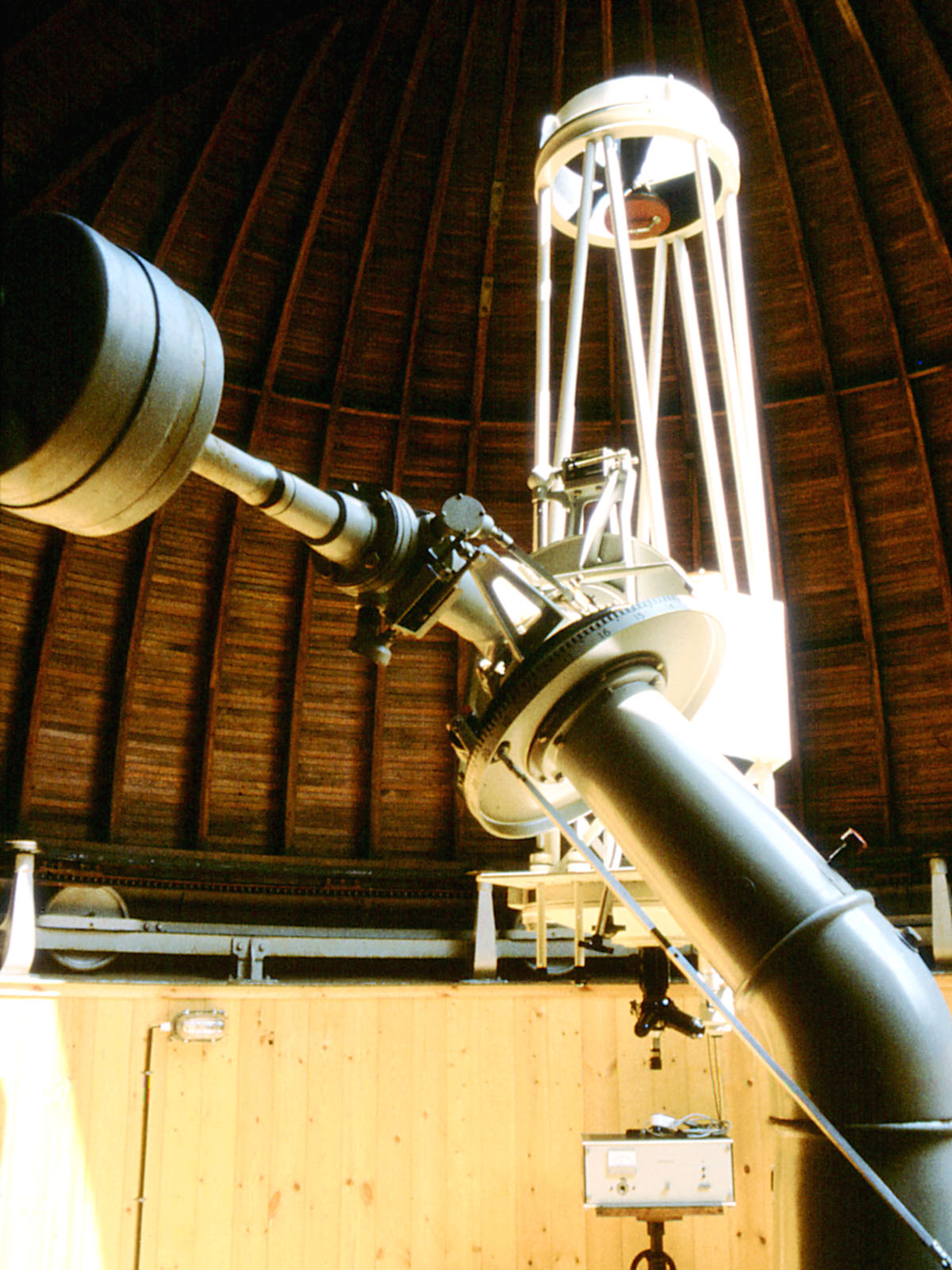
Un telescop reflector Cassegrain de 50cm de la Forststernwarte, pe o montură ecuatorială germană de mare dimensiune.

Telescopul cu montură ecuatorială, verde, se rotește cu aceeași viteză ca și Terra, dar în direcția opusă, în timp ce telescopul roșu nu este condus.

O montură ecuatorială este o montură pentru instrumente care compensează rotația Terrei având o singură axă de rotație, paralelă cu axa de rotație a Terrei. Acest tip de montură este folosit pentru telescoape și camere⁠(d) astronomice. Avantajul unei monturi ecuatoriale constă în capacitatea sa de a permite instrumentului atașat la aceasta să rămână fixat pe orice obiect de pe cer care are o mișcare diurnă⁠(d) prin conducere unei axe, la o viteză constantă. Un astfel de aranjament este numit o conducere siderală.

## Monturi de telescop astronomic
În monturile de telescop astronomic, axa ecuatorială (ascensia dreaptă) este asociată cu o a doua axă de mișcare, perpendiculară (cunoscută sub numele de declinație). Axa ecuatorială a monturii este adesea echipată cu un ceas conducător motorizat, care se rotește pe acea axă cu o revoluție la fiecare 23 de ore și 56 minute în sincronizare exactă cu mișcarea diurnă aparentă a cerului. Monturile pot fi, de asemenea, echipate cu cercuri de setare pentru a permite locația de obiecte prin coordonatele lor cerești. Montura ecuatorială diferă de monturile altazimut, mecanic mai simple, care necesită mișcare cu viteză variabilă în jurul ambelor axe pentru a urmări un obiect fix pe cer. De asemenea, pentru astrofotografie, imaginea nu se rotește în planul focal, cum se întâmplă cu monturile altazimutale, atunci când acestea sunt ghidate pentru a urmări mișcarea țintei, în afară de cazul când o prismă erector rotantă sau alt derotator de câmp este instalat.